# Oscar Gustave Rejlander
Oscar Gustave Rejlander, également orthographié Oscar Gustaf Rejlander, né à Stockholm en Suède le 19 octobre 1813 et mort à Londres le 18 janvier 1875, est un photographe britannique d'origine suédoise.

## Biographie
Oscar Gustaf Rejlander nait le 19 octobre 1813 à Stockholm, en Suède, d'un tailleur de pierre et officier de l'armée suédoise, Carl Gustaf Rejlander, et d'une mère inconnue. Il est formé à la pratique du dessin et de la peinture en Suède et aurait effectué un voyage à Rome dans la seconde moitié des années 1830 pour développer ses compétences.
Le 2 août 1839, âgé de 25 ans, il débarque à Kingston-upon-Hull, en Angleterre, et indique aux autorités portuaires qu'il est « comptable ». Il s'installe d'abord à Hull, mais déménage dès 1840 à Lincoln, où il s'installe au 7, Minster Yard, sur Castle Hill. Il gagne sa vie en réalisant de petits travaux de peinture, notamment des portraits, et des dessins.
En 1845, Rejlander quitte Lincoln pour Wolverhampton. Il se fixe au 42, Darlington Street et se présente, selon les annuaires locaux, comme un artiste. Il est essentiellement portraitiste, et signe quelques représentations de figures locales. Fin 1840, la Royal Academy of Arts expose une de ses œuvres, intitulée Oh yes ! Oh yes ! Oh yes !.
En 1851, alors qu'il visite l'Exposition universelle de Londres, Rejlander observe quelques daguerréotypes, qui n'éveillent en lui « rien d'autre que de la curiosité ». Ce n'est que l'année suivante, lors d'un supposé voyage à Rome, qu'il se rend compte de l'intérêt de la photographie, avant tout pour son travail de peintre « Ce qui m’a vraiment poussé [vers la photographie] fut la vision de la photographie d’un gentleman, dont le pli que formait son manteau était ce dont j’avais alors besoin pour un portrait que je peignais alors chez moi, et ce détail me bloquait, justement. [...] C’était juste “la vie, exactement” ! », explique-t-il quelques années plus tard.
Le 16 septembre 1852, Rejlander, de nationalité suédoise, prend la nationalité britannique.
En 1853, il se forme au procédé photographique à Londres, auprès de Nicolaas Henneman, en trois heures seulement. De retour à Wolverhampton, ses premiers essais ne sont pas vraiment concluants. « À cette époque, j’ai bien failli abandonner la photographie. J’avais l’impression d’écrire dans du sable », se souvient-il. Il parvient peu à peu à produire des clichés et transforme son atelier de peintre de Wolverhampton en studio de photographie, avant de réaliser les portraits photographiques de nombreux notables. Il acquiert également une certaine expertise en matière de portraits d'enfants, un genre particulièrement demandé à l'époque victorienne. Il réalise bientôt des scènes de genre, inspirées de la peinture hollandaise, et s'applique même à raconter de petites histoires en faisant se suivre plusieurs clichés, participant au développement de la photographie narrative. Il rend enfin compte, par la photographie, des métiers des rues du XIXe siècle.
À cette époque, il rencontre Mary Bull, sa future épouse, qui l'assiste dans son studio.
Le mercredi 15 novembre 1854, Rejlander annonce, dans un article du Wolverhampton Chronicle, qu'il travaille à une amélioration du procédé du calotype. Il s'essaye en réalité à la composition photographique, ou photocomposition, procédé primitif permettant de réaliser un photomontage. Au départ, Rejlander s'en sert essentiellement pour corriger certains détails de ses photographies, mais l'utilise bientôt pour créer des scènes originales.
Il participe à l'Exposition universelle de 1855 à Paris, où il expose Old Mother Goose, traduit en La vieille mère l’Oie pour l'occasion, sous le nom Rylander, mais aussi Jane and Joe on Sunday Night, qui, à la suite d'une erreur, ne lui est pas attribuée. Rejlander remporte une médaille de bronze pour Old Mother Goose. En 1856, il participe aux expositions de la Société photographique de Londres et de la Société photographique de Manchester, et devient membre de la Royal Photographic Society le 4 décembre 1856.
En 1857, il réalise un de ses travaux allégoriques les plus connus, The Two Ways of Life, résultant d'un photomontage de trente clichés. Les dimensions de sa fresque sont hors normes, 36 pouces, soit 91,44 centimètres, sur 16 pouces, soit 40,64 centimètres. Il expose notamment cette œuvre au sein de l’Art Treasures Exhibition de Manchester, qui ouvre le 5 mai 1857, où elle cause bientôt un scandale en raison de la présence de femmes nues, accompagnées par des hommes, sur un même cliché - alors que leur présence ensemble n'est que le fait d'un photomontage. Au-delà de la polémique puritaine, The Two Ways of Life suscite de nombreux débats, en particulier au sein des sociétés photographiques et de leurs publications, autour de la vérité et de la fidélité au réel des photographies.
Autour des années 1860, Rejlander produit un grand nombre de photographies, tout en participant à de nombreuses expositions, au Royaume-Uni, mais aussi en Belgique. Il réalise à cette époque des portraits d'enfants, des scènes de genre, des images inspirées par des peintures classiques ou par l'iconographie chrétienne. En mars 1861, le prince consort Albert de Saxe-Cobourg-Gotha fait appel aux services de Rejlander pour deux portraits ; ce sont les dernières photographies de l'époux de la reine Victoria avant sa mort, le 14 décembre 1861.
Il s'installe à Londres en 1862, d'abord au 5, Haymarket, puis au 7 St. George’s Terrace, à Kentish Town, Camden. Il fait construire à l'arrière de cette maison un studio de photographie, un « tunnel studio » où le nombre et la dimension des fenêtres sont réduits pour concentrer la lumière en un point précis. Rejlander y réalise « des études photographiques pour artistes - d’après leurs propres modèles - ou pour des cartes de visite ». Parallèlement, il photographie les enfants des rues londoniennes, et poursuit son exploration des métiers urbains de l'époque : il immortalise un joueur d'orgue de barbarie, un cireur de chaussures, un vendeur de journaux ou encore un ramoneur, le plus souvent en créant une mise en situation dans son studio.
Rejlander et Mary Bull installent leur domicile au 129, Malden Road, à Londres, et se marient le 30 septembre 1862.
Il participe à l'Exposition universelle de Londres de 1862, en y exposant une trentaine d'œuvres. Au cours des premières années de la décennie 1860, Rejlander se rend à plusieurs reprises à Farringford, le domaine du poète Alfred Tennyson, sur l'île de Wight, pour réaliser des portraits de l'auteur et de sa famille. Il y rencontre Julia Margaret Cameron, elle-même photographe, avec laquelle il échange sur l'art photographique et collabore, pour plusieurs clichés.
En 1863, Rejlander rencontre un autre photographe, Charles Dodgson, alias Lewis Carroll, qui fait aussi partie de ses admirateurs : en 1857, Carroll avait remarqué, dans l'exposition de la Société photographique de Londres, « quelques bonnes études de têtes » de Rejlander. Le samedi 28 mars 1863, Dodgson se rend au studio de Rejlander, à Kentish Town, où ce dernier réalise plusieurs portraits de l'auteur, dont celui, resté célèbre, où il tient un objectif photographique.
Quelques jours après la disparition de la photographe Clementina Hawarden, le 19 janvier 1865, Rejlander signe un hommage à son œuvre dans The British Journal of Photography, témoignant de l'admiration qu'il lui portait.
Parallèlement à ses activités de photographe, Rejlander reste peintre portraitiste : en 1867, la Royal Academy of Arts expose deux de ses œuvres, un dessin au crayon de l'acteur John Brougham et le portrait d'un enfant, intitulé Oscar.
En 1869, Rejlander s'installe dans un nouveau studio, au 1, Albert Mansions, sur Victoria Street, à Londres. Il y retrouve une organisation plus conforme aux standards de l'époque, avec une large verrière pour faire entrer la lumière.
Le scientifique Charles Darwin contacte en 1871 Oscar Gustaf Rejlander après avoir vu en vitrine une de ses photographiques, représentant un jeune garçon au visage boudeur. En avril, le naturaliste se rend à Londres, chez Rejlander, pour lui présenter un projet de livre autour de l'expression des émotions par les êtres humains. « Ce qu’il voulait, il ne pouvait le trouver ailleurs qu’en photographie, et la photographie lui fournissait le moyen d’exposer quelques-unes de ses idées », explique Rejlander. Le photographe s'investit considérablement dans le projet de Darwin en produisant des portraits de modèles - dont Rejlander lui-même - exprimant diverses émotions : une quinzaine d'entre eux seront reproduits dans L'Expression des émotions chez l'homme et les animaux, qui parait en 1872.
À partir de 1872, Rejlander produit beaucoup moins en raison d'une maladie décrite comme « dégradante et douloureuse », une insuffisance rénale chronique selon un article de 1875. Il meurt le lundi 18 janvier 1875, à 8 heures du matin, à son domicile. Sa situation financière, d'après les nécrologies et hommages publiés, était mauvaise, et laisse Mary Bull dans une situation délicate. Cette dernière produit elle-même des photographies, développées à partir des négatifs de Rejlander, qu'elle expose en 1890. Toutefois, en quelques années, de nombreux négatifs sont perdus ou vendus aux enchères « au même prix qu’un ensemble de fers à repasser rouillés », selon une revue photographique.
Rejlander est inhumé au cimetière de Kensal Green, à Londres.

## Expositions
- 1970 : « O.G. Rejlander, Svensk fotograf i Viktorias England », Moderna Museet, Stockholm
- 5 décembre 1998 - 7 mars 1999 : Oscar Gustave Rejlander, Moderna Museet, Stockholm[40].
- 2018 : « Victorian Giants – The Birth of Art Photography », National Portrait Gallery, Londres
- 19 octobre 2018 - 3 février 2019 Oscar Rejlander: Artist Photographer, Musée des beaux-arts du Canada, Ottawa

puis 12 mars - 9 juin 2019 : J. Paul Getty Museum, Los Angeles.

## Collections
- Société française de photographie
- National Media Museum
- George Eastman House
- Moderna Museet
- National Portrait Gallery, Londres[42]

## Galerie

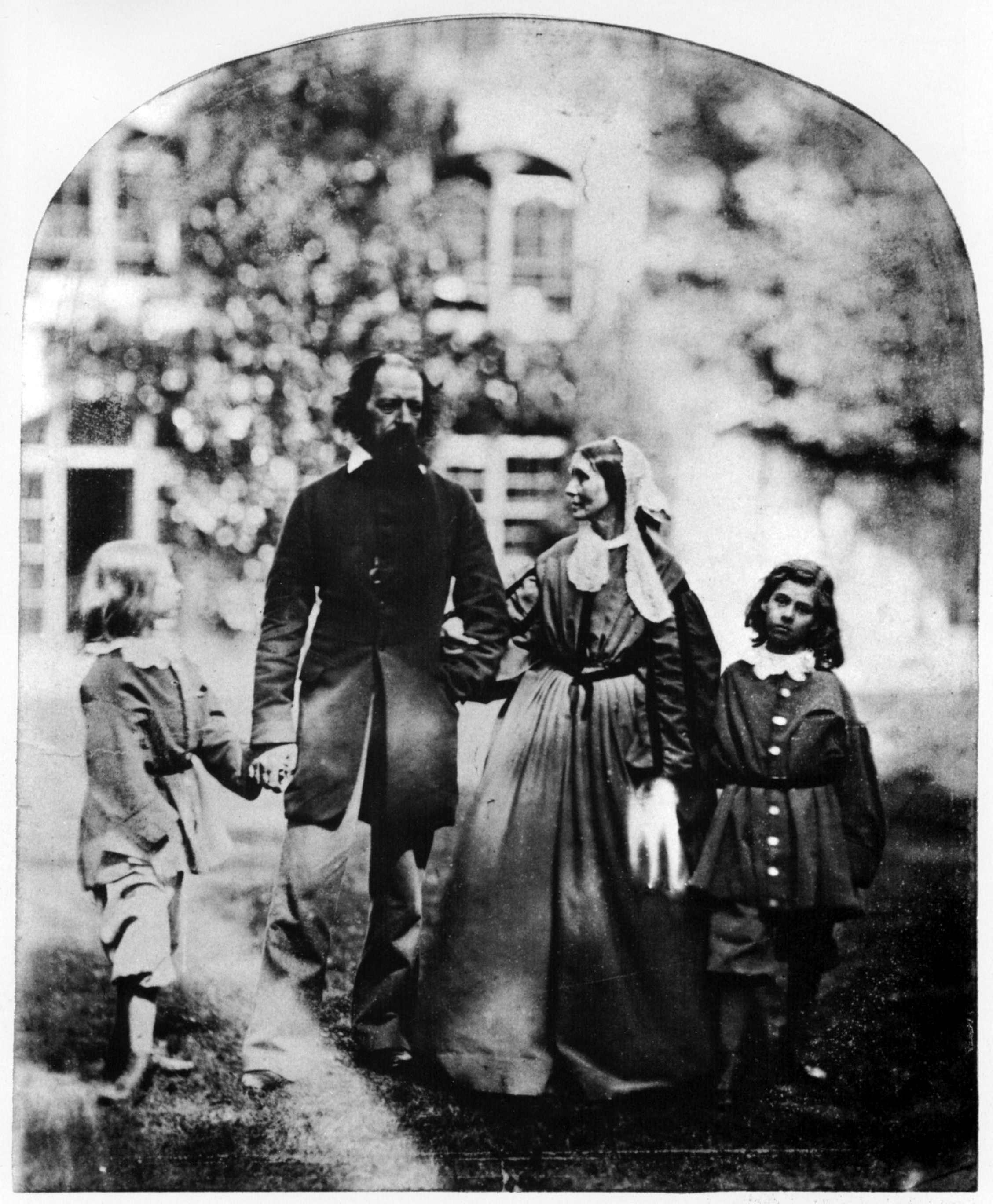
Alfred Tennyson et sa famille à Farringford House, vers 1862.
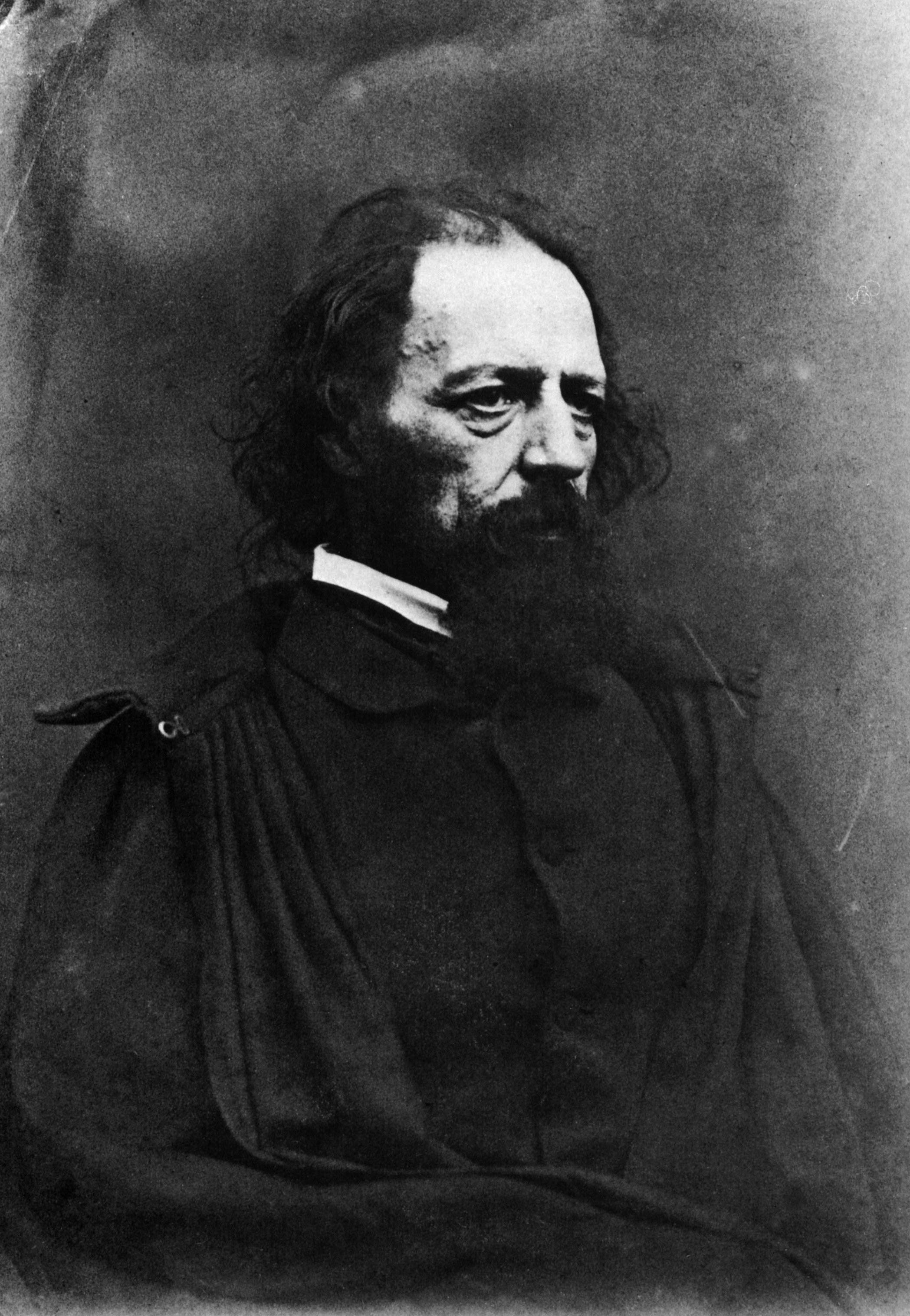
Portrait d'Alfred Tennyson, 1862.
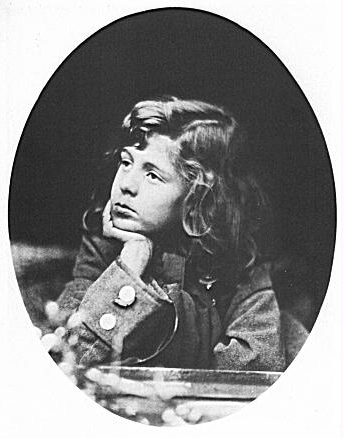
Hallam Tennyson, vers 1863.
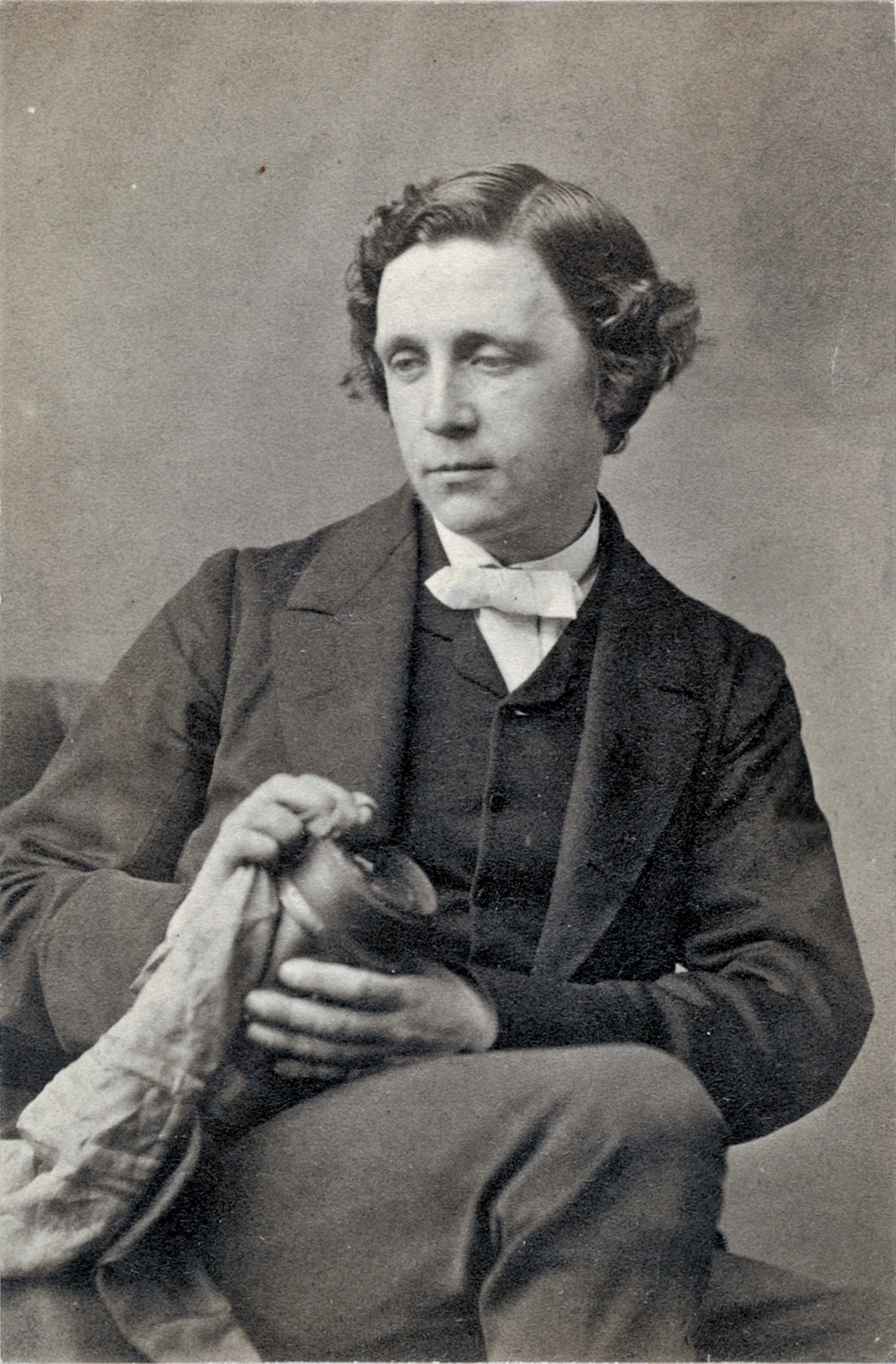
Lewis Carroll, 1863.
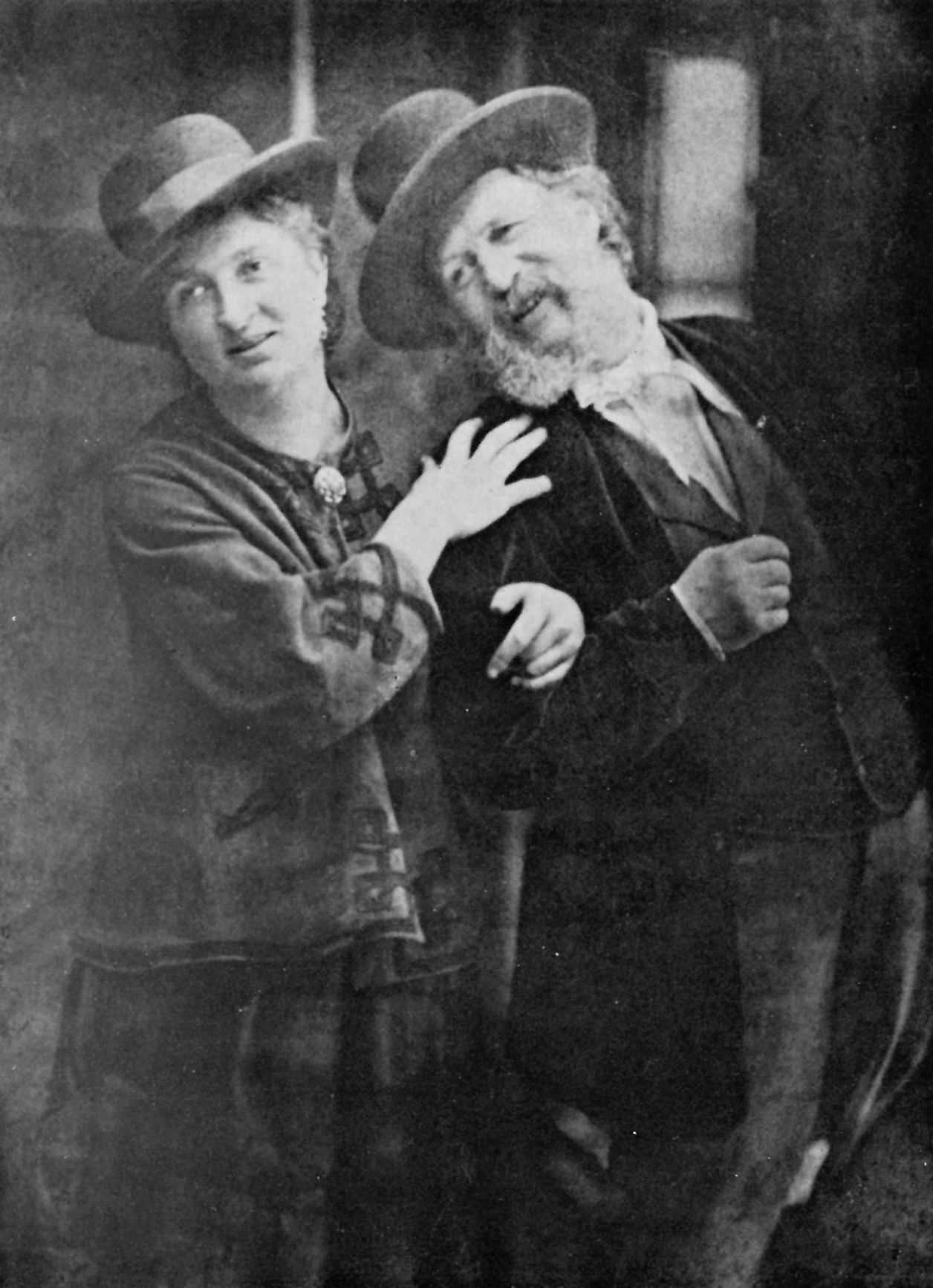
Happy days, autoportrait photographique d'Oscar Gustave Rejlander et de son épouse Mary Bull, vers 1872.
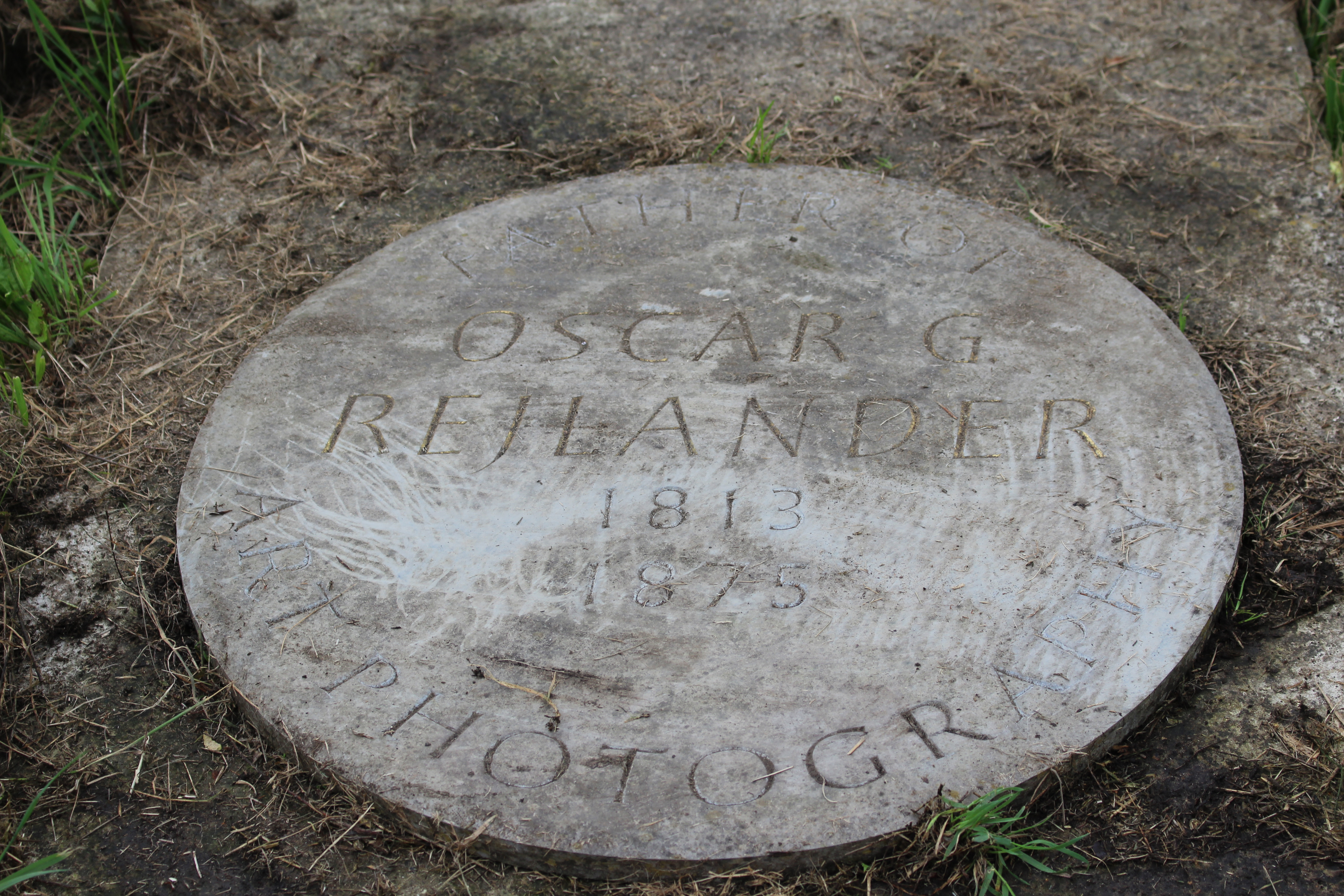
Médaillon figurant sur la tombe d'O.G. Rejlander, indiquant “Father of art photography” et “1813-1875”.